# Jirkov (Železný Brod)
Jirkov je vesnice, část města Železný Brod v okrese Jablonec nad Nisou. Nachází se asi 2,5 kilometru severovýchodně od Železného Brodu. Jirkov leží v katastrálním území Jirkov u Železného Brodu o rozloze 2,43 km².

## Historie
První písemná zmínka o vesnici pochází z roku 1543.

## Pamětihodnosti
- kaplička
- kamenná boží muka
- řada staveb lidové architektury
- staré břidlicové lomy severně od vsi (při cestě do Radčic)

## Fotogalerie

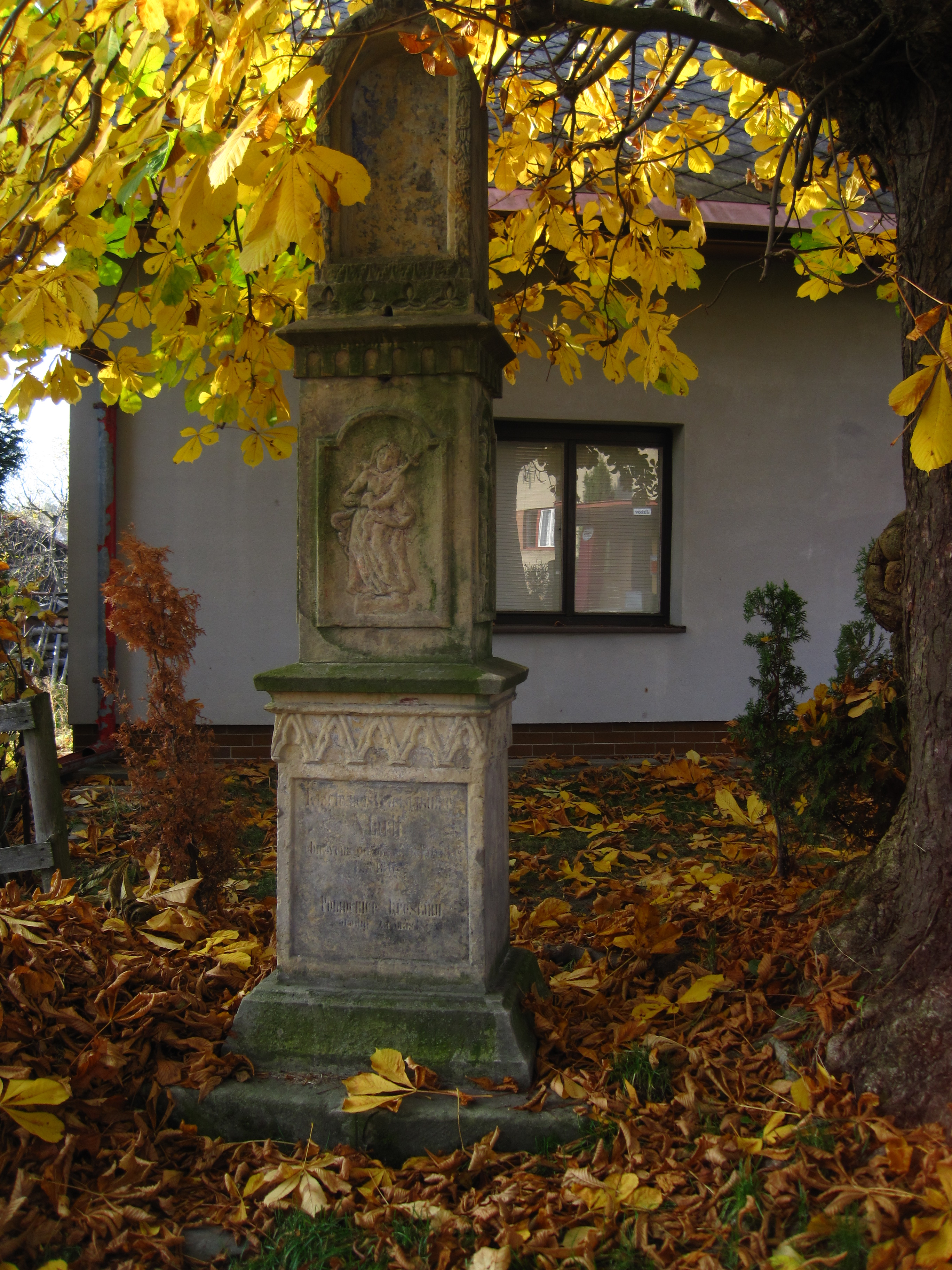
boží muka
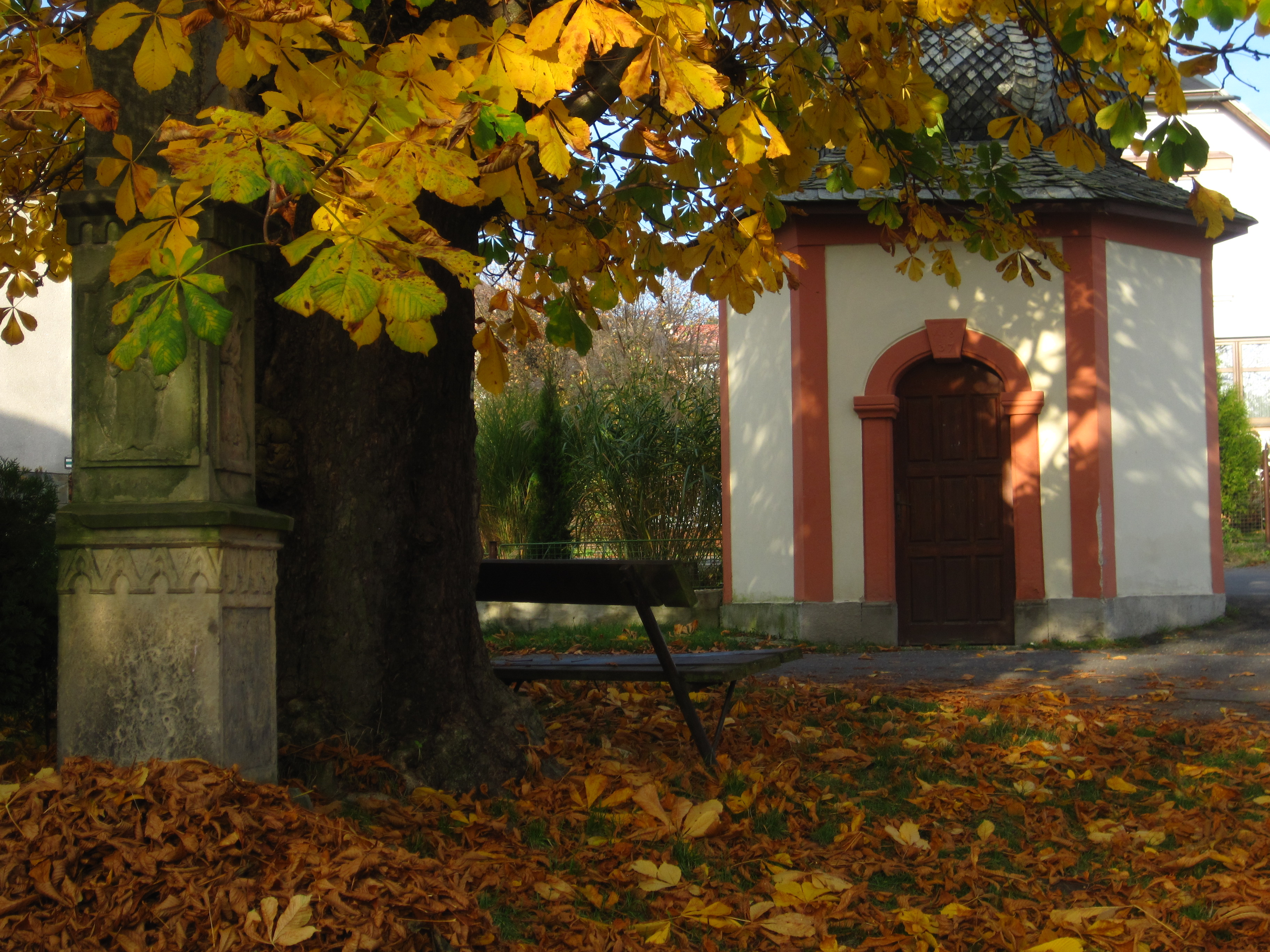
kaplička s božími muky na podzim
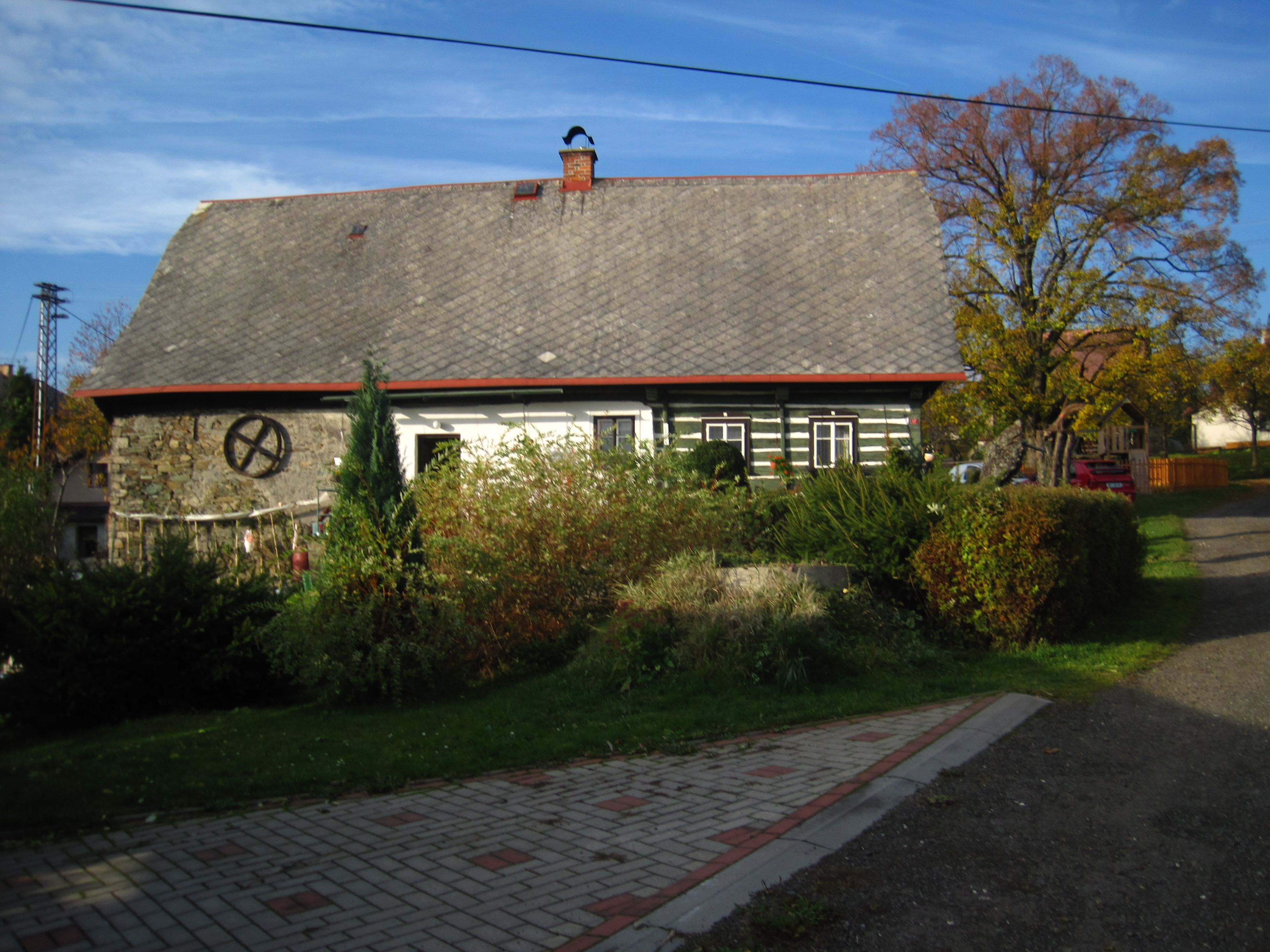
chalupa če. 2
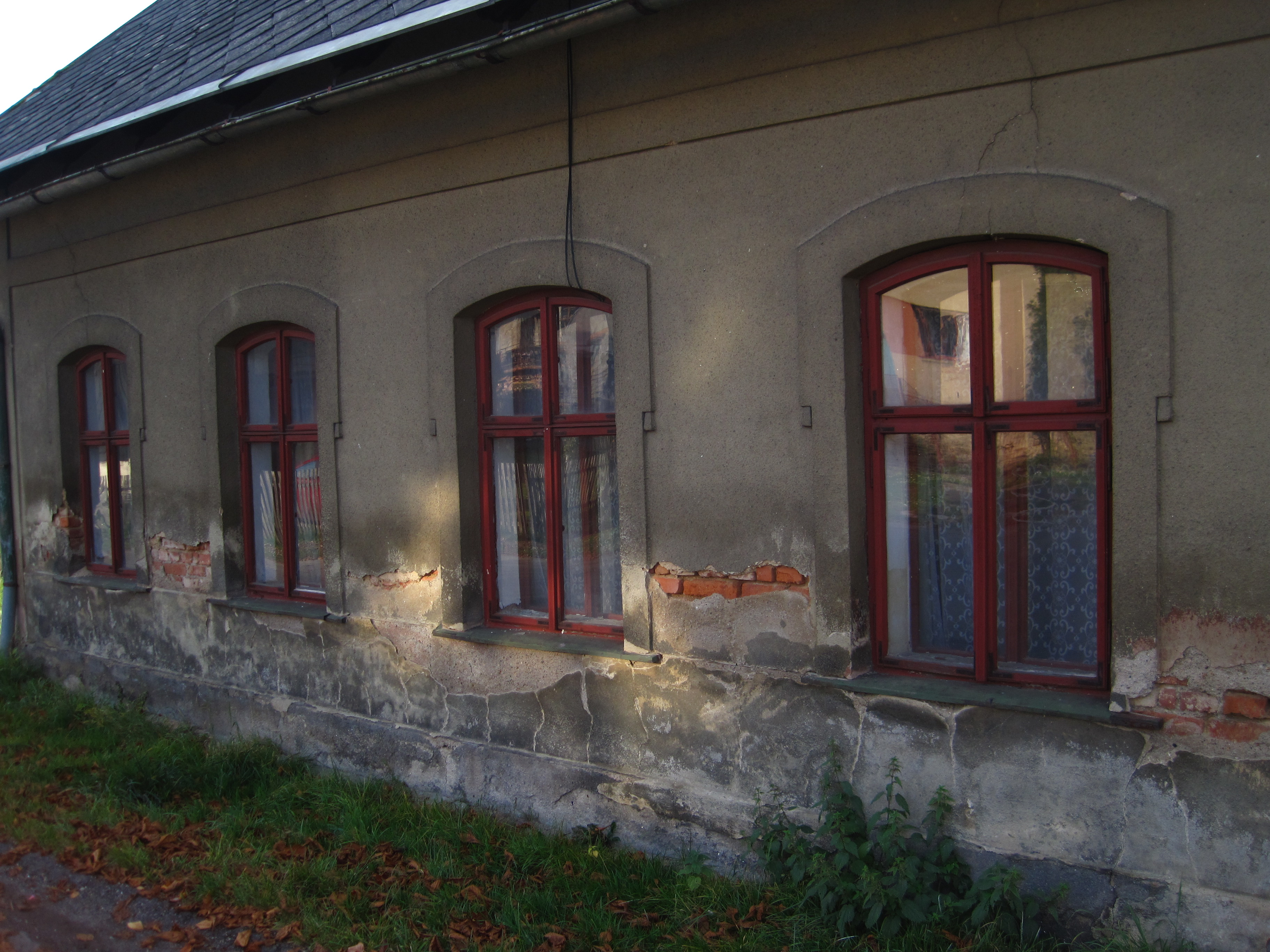
stavení če. 6
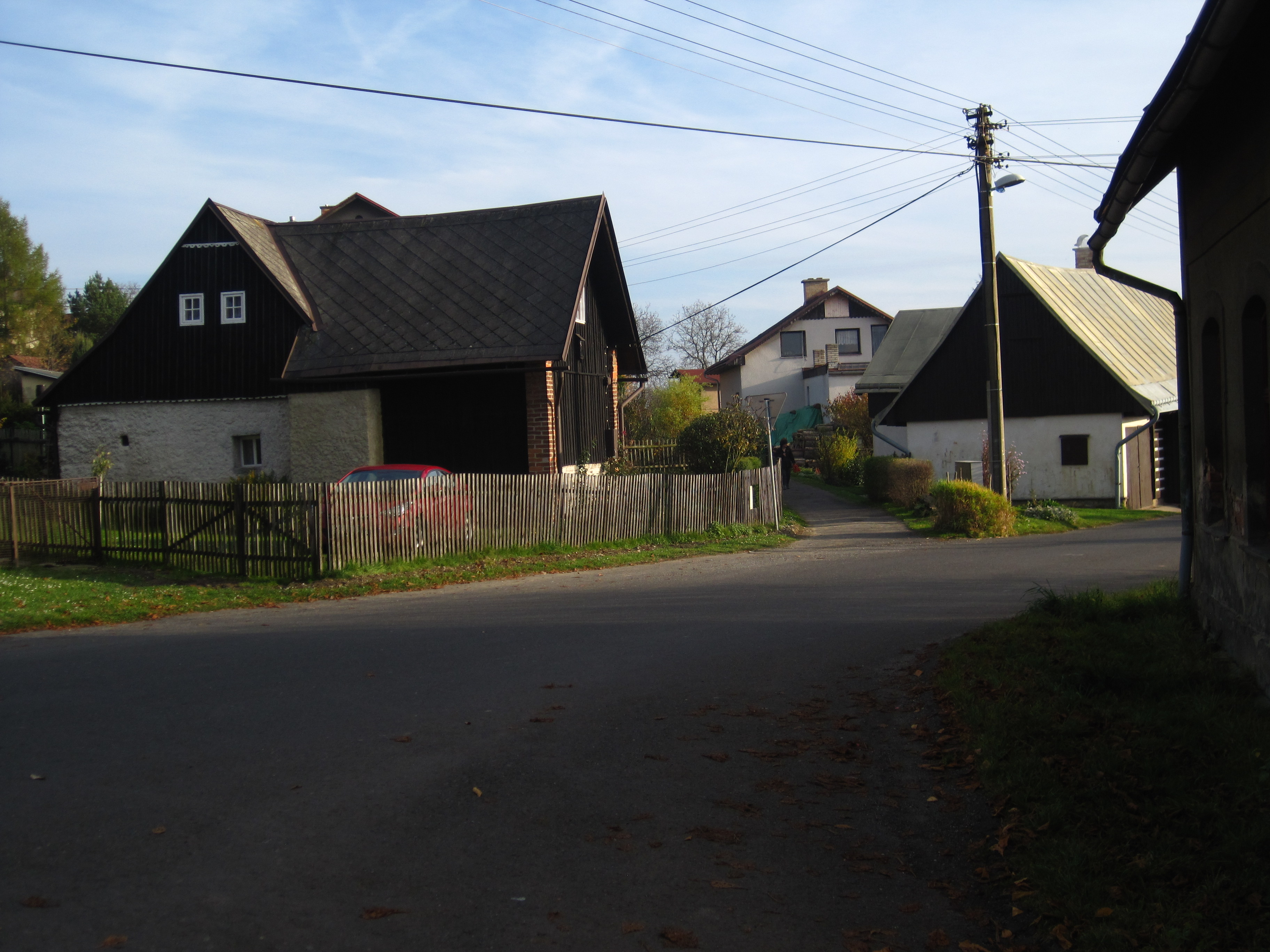
rozcestí u chalup če. 4 a če. 3
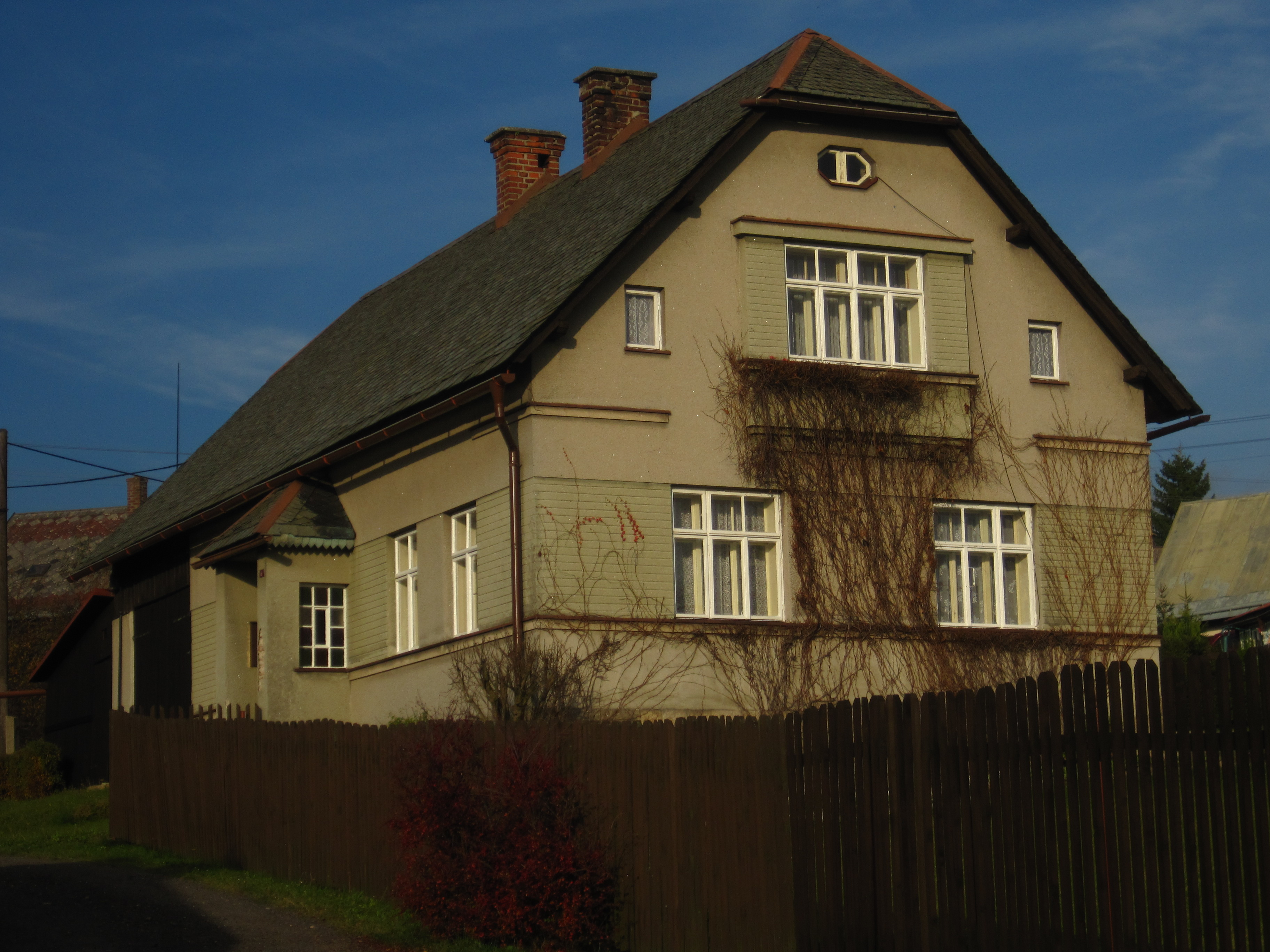
dům čp. 18